# 甜蜜天堂 (電影)
薇拉莉·葛琳諾執演的佛朗哥-意大利影片，於2013年上映 。此劇是這位意大利女演員的導演處女作。該片鬆散地改編自毛羅·科瓦維奇的小說（2009年以安吉拉·德爾·法布羅（Angela Del Fabbro）筆名出版），入選第66屆坎城影展「一種注目」單元。
潔絲敏·婷卡飾演年輕的意大利女孩艾琳（Irene），一個人住在羅馬海邊。她使用化名「Miele」暗地裡為患者提供巴比妥類藥物以協助其死去，巴比妥類藥物通常用於動物醫療，而這是她在墨西哥買到的。 某天，她向格里馬爾迪先生提供了該藥劑，沒過多久，在格里馬爾迪撥電話向她透露自己的健康狀況後，她試圖勸阻他不要自殺。

## 評價
這部電影在意大利上映時，受到了《好萊塢報導》的熱烈歡迎，該電影突顯導演「令人印象深刻的成熟度」，況且這還是導演的第一部電影 。 
這是為數不多獲得爛番茄100％評分的15部電影作品之一 。

## 獎項

### 提名與入選
- 第66屆坎城影展「一種注目」單元
- 2013年塞薩洛尼基國際電影節
- 26屆歐洲電影獎「年度發現」類別
- 2014年棕櫚泉國際電影節「現在的世界電影」

## 外部連結
- 開眼電影網上《甜蜜天堂》的資料（繁體中文）
- 互联网电影数据库（IMDb）上《甜蜜天堂》的资料（英文）